# 婆娑羅 (漫畫)
《婆娑羅》（又譯命運之子）為田村由美的日本漫畫作品，1990年9月至1998年6月連載於小學館漫畫雜誌《別冊少女Comic》，1993年獲得第38回小學館漫畫賞。作品於1998年電視動畫化，內容只涵蓋單行本前幾集，並為日本獨立UHF放送局首部正式播出的UHF動畫。
本書以架空世界的戰記為題材，以文明崩壞後的日本為舞台，巧妙地運用戲劇性來描寫動盪亂世中的人物百態，氣勢浩蕩的史詩氛圍中，亦不失少女漫畫擅長的細膩情感刻劃。

## 簡介
20世紀末，應驗了某預言家做出的預言，地球走向了滅亡的危機。原有的文明毀滅，國家改為掌握在暴君手裡，人民只能在暴政之下苟延殘喘。
300年後，在日本山陽地方的白虎村誕生了命運之子，名為「蹈鞴」。為了拯救日本挺身而出，帶著白虎刀，踏上尋找青龍、朱雀、玄武刀各個繼承者的旅途。

## 登場人物

### 主要角色
更紗（Sarasa，配音員：木村亞希子、香港：沈小蘭）
8月15日生。15歲那年代替被殺害的雙胞胎哥哥，自稱是命運之子「蹈鞴」，帶著白虎刀投身革命的少女；知道她是女兒身的也僅有少數幾位同伴。
原為白虎村長之女，出生時就被預言會是拯救眾人脫離暴政的命運之子，為了守護她才由兄長頂替「命運之子」之名，因此是在不知道自己真實身份的情況下長大。雖因性別在先天力量上較吃虧，也常常陷入迷惘與苦惱，但武藝與精神都在戰鬥中日漸被鍛鍊得相當強韌，加上從小就待在柏身邊學得不少知識，有許多出人意表的戰術或突發奇想。
在彼此不知對方身份的情況下和世仇朱理（赤王）相遇，互相吸引進而相愛。
寵物是貓頭鷹「新橋」；愛駒是「夜刀」。
名字是來自於將木棉染上鳥獸圖案的印花布。
朱理（Shuri，配音員：井上和彥、香港：陳欣）
8月6日生。日本國王的小兒子、掌管西國的赤王，17歲。
故事開頭就來到更紗的故鄉「白虎村」殺害更紗的兄長並迫害村人；在不知更紗身份的情況下相遇並愛上對方。
性格粗野又急躁，會毫不留情將不合己意的部下給殺了；一方面頭腦清楚善謀略、劍術高強。善於治國，因發展商業讓沙漠之都繁榮起來而受到民眾愛戴。
被自己的心腹背叛流亡到沖繩，親眼見到沖繩的民主化便開始對日本君王統治的觀念產生動搖。
愛駒為「朱鷺」；使用鸚鵡和更紗通信。
名字的意思是火種。
揚羽（Ageha，配音員：鹽澤兼人）
雙子座O型。人稱「高傲的沙漠藍色貴族」之游牧民族「風之民」的倖存者，總是穿著藍衣的美麗青年，當初為了從朱理手下拯救年幼的更紗而失去左眼。曾被占卜師預言「會遇到讓自己不惜付出性命的女人」，而總是下意識留意身邊的女性。
在全國各地都有信賴的朋友並擁有自己的情報網。平時都待在「蝴蝶夫人」劇團巡迴各地，以藝名「歸蝶」化身為舞孃，其扮相幾乎沒人能識破他的男性身份。藝名「歸蝶」是來自於織田信長之妻濃姬的別名。
從小就是奴隸並遭到四道的父親性虐待，對於對自己友善的四道有著複雜的情感。
寵物是貓頭鷹，亦是新橋的父親「蜻蛉」。與老婆螢生了四個孩子，最後為揚羽擋了一箭，因而喪命。
淺蔥（Asagi，配音員：佐佐木望）
5月13日生。原本是擔任前蒼王親衛隊「群青」的隊長的美麗青年，真實身份是國王的私生子、朱理的同父異母哥哥，也是真正的蒼王。
雖然劍術出色，但從小就體弱多病；性格扭曲，有著很高的審美觀並討厭骯髒和醜陋的事物。受白王之命潛入蹈鞴軍當奸細，後來發現蹈鞴軍才是適合自己的落腳處並喜歡上更紗。
和揚羽是舊識而相當親近對方；從小就視朱理為眼中釘，對他只有嫌惡和嫉妒而無手足之情。
外傳 中雖有描寫淺蔥似乎是白王和鬱金王近親相姦而產生的小孩，但因內容相當曖昧，也可作其他解釋，因此他的生父母到底是誰為《婆娑羅》最大的謎題。
但到最後完全融入其中，更找到自我價值，與群竹一起生活。

### 白虎村
柏（舊譯坦依）（Nagi，配音員：速水獎）
更紗故鄉白虎村的醫生、學者，也是預言家，年齡約30歲左右，擁有女人般相貌的男性。雖然失明卻有預知未來的能力，並預言更紗會是「命運之子」，是更紗相當依賴的人。
由外傳得知他其實是國王的孩子，似乎是朱理和淺蔥的兄長。因自小聰明而讓鬱金王忌憚，原本打算讓他事故死亡，卻被芭蕉大夫所救。
角叔（舊譯角爺爺）（Kakujii，配音員：玄田哲章）
5月3日生。在白虎村中負責看照更紗和蹈鞴並給予劍術指導的師傅，也是更紗依賴的人之一。原本在東北的漁村過活，因反抗東北的統治者黑王而被送進網走監獄，逃獄後便來到白虎村。
有如更紗的父親，經常得擔心更紗的安危；性格頑固富有人情味。
強烈反對更紗與赤王的戀情，最後還是接受了。
蹈鞴（舊譯達拉、更達）（Tatara，配音員：石田彰（電視動畫版）、佐佐木望（廣播劇CD版））
和更紗一樣8月15日生。更紗的孿生哥哥，為了保護更紗而被當作「命運的少年」扶養長大。頭腦聰明性格溫厚，相當為妹妹著想；似乎也有用劍的本事。
15歲時被赤王的部下錵山將軍以反叛者的名義殺害。
名字是來自於製鐵時會用到的道具「風箱」（日文漢字為）。
千草（Chigusa，配音員：土井美加）
蹈鞴與更紗的母親，有著愛哭痣的美女。
因村莊遭到赤王襲擊而成為俘虜，被士兵羞辱後為錵山將軍所救。錵山死後，為了不耽誤女兒而前往東北，因幫忙治療無辜的傷患而被稱為「戰場上的夜鶯」（舊譯南丁格爾）。
在受錵山照顧的這段期間，學會了溫柔與慈悲，之後並能以笑容接受更紗和朱理的關係，更是能把更紗從白虎的詛咒中解放出來的關鍵人物。
阿真(母)（舊譯阿誠(母)）
阿真，白虎村的孩子，經常與更紗一起玩耍，後代替蹈鞴被赤軍殺死。
其母後來幫忙照顧千手公主和一水兩位孕婦。
白虎村長老
更紗父親和爺爺，更紗父為讓白虎村村人活著，跟赤王求情，卻被一劍殺死。
更紗爺爺，在津山峽谷砍斷橋樑，掉落深淵中。
柚香（YUNOKA）
更達的候選新娘，於津山峽谷時為更達（更紗）擋住一劍，因而喪命。

### 海賊團
茶茶（Chacha，配音員：山像薰）
3月9日生。原本是海盜女頭目，性感又富有魅力的美女；額頭上有著特殊刺青。腕力大、酒量好，天生就是喜歡讓人依靠的大姊頭個性，有如更紗的姊姊。和揚羽是舊識；副官是座木也是戀人。
原本在海盜的成規中是禁止女性當頭目，但還是靠努力贏得頭目之名。
名字是來自於淺井長政與阿市之女淀殿的乳名。
座木（Zaki，配音員：石井康嗣）
10月24日生。茶茶海賊團的副頭目、茶茶的戀人，兩人也是青梅竹馬；雖然沈默寡言卻有點愛操心。原本應該會成為海賊團的頭目，卻因敬佩茶茶強烈的信念而甘願讓出頭領寶座。
打從心裡愛著茶茶，當茶茶遭遇危險時認為就算要殺掉蹈鞴也在所不惜。
正太
茶茶的部下，之後跟勇人被派到北方，卻誤觸禁忌，被發現時身上沾滿著血，還掛著熊皮。

### 蘇芳之都
四道（Shidou，配音員：小杉十郎太）
11月1日生，朱理的表兄弟兼知己。雖然平時性格溫厚並掛著佛祖般的笑容，但只要一投入戰鬥都會有堆積如山的屍體（成佛者），而有「佛之四道」的別名；看好揚羽的實力，幾次都想延攬他進赤軍。
臨死之際發現蹈鞴的真實身份，因瞬間猶豫而失去性命。雖然短暫，卻也是作品中最早發現更紗與朱理兩人關係的角色。
未婚妻為千手公主，在與更紗決戰前一晚就舉行了僅有兩人的簡單婚禮。
千手（Senju Hime，配音員：金井由香）
9月1日生。和王族有淵源的公主、四道的未婚妻，在和蹈鞴決鬥前夜與四道結婚，並懷下四道的孩子，將孩子命名為「求道」。
深愛四道的外柔內剛女性。對害死四道的蹈鞴恨之入骨，卻在與蹈鞴軍共同生活時逐漸理解更紗。
名字是來自於佛教的千手觀世音菩薩或平家物語的千手前。

#### 太宰府
勇人（舊譯巴安）（Hayato，配音員：結城比呂）
4月1日生。九州太宰府出身的少年，小更紗一歲。
雖是朱雀刀的繼承者，但較擅長弓箭，也是出來旅行的更紗的第一位同伴。
性格有點冒失，卻是直率的熱血男兒，算是蹈鞴軍的吉祥物。和茶茶的部下正太年紀相仿交情甚篤。
憎恨欺騙自己、並射殺讓自己無法見到母親最後一面的四道，卻在討伐四道後，得悉其未婚妻懷孕而後悔不已。

#### 赤王部下
坂木（Sakaki，配音員：山也井人）
1月13日生。赤王的直屬部下，雖不善武藝，但頭腦靈敏而受到赤王提拔。
四道死後被委任監督地下水路；打從心裡敬佩朱理，即使朱理流離在外時也不曾動搖，並單獨一人持續建造地下水路等待朱理歸來。
錵山（舊譯華山）（Kazan，配音員：大塚明夫）
赤王心腹的將軍，粗魯又耿直的武人性格，劍術比茶茶更上一層樓。當初和朱理一同被送到蘇芳，並從那時開始就敬佩著朱理、也得到對方很大的信賴。
是殺害更紗父親與哥哥的兇手，卻受到被俘虜的「蹈鞴母親」千草吸引，將她藏匿起來也沒向赤王報告，違背了赤王的心意，於是留下辭世之詩，自殺。
亞相（Ashou，配音員：緒方賢一）
擔任宰相職務的赤王心腹。雖然對赤王沒那麼忠誠，但為保自己的地位才跟在身邊。
因蒼王（淺蔥）的詭計企圖殺害朱理，並將朱理趕出自己的國家，隨後官方又以蒼王（藍良）已死為由，認定他對王族兵刃相向將他押入大牢。
在獄中發現蹈鞴的真正身份，為了向朱理證明而拘捕更紗，最後受到淺蔥阻擾死去。

#### 瓦版屋
太郎（Tarou Chan）
2月11日生。揚羽的友人、情報網遍及全國各地的記者。為了親眼見證這個動盪的時代，毅然離開位於京都經營醬菜屋的老家。
平常都戴著造型特殊的眼鏡；為了以防萬一，會將記事紙條藏在身體各處。
因為調查石榴計畫發現驚人的秘密而被追殺，逃到八千代家，卻不知道八千代已被盯上，被夜郎祖所殺，卻還是藏有紙條通知更達訊息。

#### 其他
廉子（Renko）
2月9日生。為揚羽和太郎的朋友，在沒有赤王的蘇芳之都，本業為裁縫師，副業則是編蘇芳報，不惜冒著生命危險也要製作報紙流通資訊的女性，並和大老之一「北之桃井」的兒子穗積相戀。
最後為救一位小女孩而被倒塌的牆壓死，但她是笑著被穗積的畫擁抱而離開。
穗積（Hodumi）
3月17日生。雖為大老「北之桃井」的獨生子，卻立志成為畫家；因討厭戰事而不偏袒國王軍或蹈鞴軍任何一方。
和廉子相愛，就算手被折斷他還是要找廉子，帶她到京都，最後聽到父親有危險，趕忙回去，替父親擋箭而死。
雷太 (RAITA)
雷藏與一水獨子，在日全蝕時出生，和父親依樣也有一頭金黃的頭髮。
仙人
共有三位，分別住在富士山、蓬萊山、恐山，富士山的樹海爺爺坐騎為牛，他指引更紗往北解除心的咒縛，也告訴太郎一起去的話會減短壽命，另外他可不是吃雲維生的。
蓬萊山的仙人是富士山樹海爺爺的弟弟，坐騎是羊，幫太郎照顧跟在旁邊的老先生。
青葉寺住持 (TAKUMI)
匠和莉香的父親，和紫御殿的關係良好，因為四把寶刀是北方刀匠所製，所以知道關於四把寶刀的事情，明知更紗是白虎還是讓她留下來，更為了幫忙拿刀出來而受傷。
匠 (OSHOU)
青葉寺住持之子，很喜歡更紗，得知更紗是白虎後非常懊惱，在監獄中聽到朱理的一番話後，再次遇到更紗時，並未指認出她是白虎，因此讓更紗順利地翻越鳴子。
莉香 (RIKA)
青葉寺住持之女，掉落河裡被更紗所救，之後不小心弄掉朱理送更紗的護身符，對更紗很歉疚。

### 青藍之都
雷藏（Raizou，配音員：古澤徹）
5月4日生。原為蒼王的部下，人稱「伯爵」，但真正的身份是領導關東革命軍的青龍刀繼承者。因祖先為西洋人而生得金髮碧眼，在受傷之前其容貌都還受到蒼王喜愛。
妻子為一水，之後兩人會生下一個繼承父親血統的男孩，取名「雷太」。
一水（Izumi）
雷藏之妻，雖然無法說話，卻是位有著和煦笑容的女性，得雷藏所救而相愛。
蒼王（Ao no Ou，配音員：大塚芳忠）
名為「藍良」，性格殘忍還有個狩獵人類的變態嗜好。喜愛美麗與有毒的東西、以及淺蔥、揚羽和破相前的雷藏；對淺蔥來說是個容易操縱的傀儡。
淺蔥的母親擔憂淺蔥遭國王殺害，便偷偷調換一個嬰兒作為蒼王的替身撫養，因其愚笨才沒被國王誅殺。

### 四君子
群竹（Muratake）
12月25日生。為隸屬於白王並受命保護淺蔥、在檯面下活動的特殊部隊「四君子」之首，貌如女性、留有一頭長髮的男性，打從心裡為淺蔥著想。
跟著淺蔥到網走監獄，卻因為太冷而昏倒，被那智發現，被迫幫助那智，從小就跟著淺蔥，不離不棄。
個性沈著冷靜重情義、帶有一點遲鈍；屢次和那智與聖兩人有所牽扯。
菊音（Kikune）
11月7日生。「四君子」末座的少女，也是雌雄莫辨的「四君子」中唯一的真正女性；憧憬的對象是群竹。
性格開朗表裡一致，喜歡吃東西和有趣的事物，愛好發明而身邊總是有一些奇怪的東西。和更紗成為好友，屢次協助更紗。
蘭丸（Ranmaru）
「四君子」之一，和群竹一樣擁有如女性般美貌的男人，能扮成女人當奸細，擁有很高的戰鬥力。最後被市松殺死。
梅若（Umewaka）
「四君子」之一，和群竹、蘭丸一樣擁有如女性般美貌的男人，有時會聽命於白王動手殺人。
男扮女裝待在赤王身邊偵查，告訴亞相一些事情，讓他背叛赤王，最後被菊音的人偶射出的飛刀刺死。

### 紀州
那智（Nachi）
12月2日生，O型。紀州熊野出身、大神官的繼承人。身材高大，在近海挑戰大鯨魚時和蹈鞴（更紗）一行人相遇。
和聖共組一個稱為「天狗黨」的青年團，擔任副首領。性格相當平易近人，是個有點輕浮的生意人；經常炒熱氣氛。擁有頑強的生命力和獨自（潛入敵營）的行動力。平常雖然喜歡亂開玩笑，一旦認真起來連身為摯友的聖都無力阻止。
名字是來自於和歌山縣的地名。
聖（Hijiri）
12月19日生，A型。和那智同樣出身於紀州熊野，為雜賀根來宗總帥之子。
「天狗黨」的首領，個性和那智完全相反既冷靜又精明，並為居合劍法的專家。和那智從孩提時代開始即認識，經常得擔心毫不考慮就先行動的那智。兩人間有著從小開始培養的特殊默契。

### 沖繩
夕菜（舊譯依娜）（Yuuna）
6月7日生，來自沖繩的女性，年長朱理2歲。在芭蕉大夫的身邊擔任助手及學習醫術，而跟著他跑遍各地。
好勝心強、善於照顧人，擅長空手道；未婚夫為安里，同時也是養育她的人。
名字是來自於錦葵科的常綠樹黃槿在沖繩奄美諸島上的別名。
今歸仁（舊譯德仁）（Nakijin）
7月1日生，和夕菜同樣出身於沖繩的男性，年長朱理1歲。個性認真並待人溫柔，專長是煮飯和跆拳道。曾照顧流落到沖繩的更紗，卻和來到沖繩的朱理水火不容。後來成為朱理的摯友和賴以信任的人。
雖然暗戀青梅竹馬的夕菜，卻因是一段無望之戀而壓抑著。
名字是來自於沖繩縣國頭郡的今歸仁村。
芭蕉大夫（Bashou Sensei）
6月3日生，全國四處跑的老醫生，平常以沖繩為據點，和弟子夕菜一起搭船旅行。也是柏的養育者和醫術老師。
救了被背叛的朱理，也幫更紗的眼睛治好。
名字是來自於松尾芭蕉，或是在沖繩繁生的芭蕉科多年生草芭蕉。
安里總統（Asato Daitouryou）
沖繩的總統，為夕菜的養育者和未婚夫；相當愛護沖繩與當地人民，因能與國民直接面對面而受歡迎。
名字是來自於沖繩縣的地名。
運天（Unten）
沖繩北部的知事、今歸仁的親哥哥。在朱理和更紗來到沖繩時正和安里互相角逐總統之位。表面上與安里總統為競爭對手，實際上兩人為保護沖繩不被列強入侵而秘密合作。
為了不讓琉球淪為戰場，答應日本的要求，之後帶著更紗逃到西表島，告訴更紗應該讓夥伴知道她不是更達，最後被原色蜘蛛所殺，還是想看到琉球。
名字是來自於沖繩縣國頭郡今歸仁村的地名。

### 鹿角
多聞（Tamon）
東北鹿角一派・多聞之門的守護者。玄武刀的継承者。
喜歡釣魚。曾經在釣魚期間被黒軍捉拿，囚禁在環境至為惡劣見稱的網走刑務所。為弟弟七尾及更紗等人救出。
性格無欲無求，行動飄忽。不喜用劍傷人。
10月10日出生。名字來自佛教四天王的毘沙門天的別名「多聞天」。
增長（Masunaga）
東北鹿角一派・増長之門的守護者，也是鹿角的代表。多聞的童年好友。
已婚，經常擔心獨身的多聞。
名字來自佛教四天王的名字「増長天」。

### 網走
風之梟（Kaze no Fukurou）
北海道網走刑務所的看守人。鬱金王弟弟的兒子，朱理的堂兄弟。
貌似朱理，喜歡虐待別人，但精神十分脆弱。目睹父親死亡而大受打擊，將父親遺體當作常人般對話。
得悉更紗是女子的身份，企圖利誘更紗但不成功。
最後與水之鹿、火之狐一同離開網走到鹿角養病。
水鹿（Mizu no Shika）
負責看守網走刑務所A館。比風之梟年長一點。喜怒不形於色。
扶持精神脆弱的風之梟和年幼的火之狐生存。為感謝更紗解放網走刑務所，而參與最終的戰事。
火之狐（Hi no Kitsune）
負責看守網走刑務所B館。是個性格殘酷的小孩，坐在僕人卡隆膊上裝成大人的樣子。
將有幻覺成份的植物混入囚犯的食物，從中控制囚犯。
因加害勇人而被憤怒的更紗揭穿真面目。
卡農（Karon）
火之狐的僕人，口被縫合而不能說話。網走刑務所破水事故唯一生還的大人。
為火之狐的代足。捨身保護火之狐。
土之熊（Tsuchi no Kuma）
負責看守網走刑務所C館。真正身份是A館的囚犯「阿岩」。
昔日與角叔是刑務所的囚友，逃走失敗的阿岩屈打下受利誘，成為看守囚犯的「土之熊」。
憎恨成功逃獄的角叔，年齡與角叔相若，但外貌受多年折磨下變得蒼老。

### 紫黑之都
黑王
鬱金王的長子，朱理的長兄，統治日本東北地區。實名為黒榮（クロエ）。
紫夫人（Murasaki no Ue）
黑王的妻子 (正室)。雖為女子，但甚有遠見，冷靜理智，其政治才能和聲望在丈夫之上。為戰事中失去父母的兒童建立孤兒院。並無誕下子嗣，加上黑王忌諱她的能力，與丈夫關係疏遠。視侍從飛驒市松與加賀清正如己出。為了子民的未來，選擇犧牲婚姻。名字來自《源氏物語》的「紫之上」。
最夫人（Mogami no Ue）
黑王的側室。體弱多病，與黑王育有一子。恃著得寵及誕下子嗣，極度憎恨紫夫人。名字來自山形縣最上的地方。
飛驒市松（Hida no Ichimatsu）
紫夫人的侍衛，黑王直屬部下「黒之三本槍」其中一人。對紫夫人忠心耿耿。因外型俊美，故意在臉上留下刀疤。在更紗與紫夫人聯手推翻黑王事件及京都大佛事件上發揮關鍵作用。與菊音是一對歡喜冤家。7月22日出生。名字來自豐臣家的武将福島正則的乳名。
甲斐数馬光成（Kai No Kazumamitsunari）
黑王直屬部下「黒之三本槍」其中一人。最夫人的侍衛，順從黒王，視紫夫人與市松為敵。

### 京都
鬱金王（Ukou Ou）
日本國第15代國王，殺害了眾多兄弟才登基。因此只關心該如何保住王位，對於自己痛苦的子民毫不在意。
為黑王、白王、朱理（可能也包括坦依）的親生父親，雖然年輕時擅長射箭、相貌英俊，但現今已無當年的影子。
外傳中透露他是第14代國王獅子王的孫子，祖母是曾與更紗曾祖父玄象起義的少女塔拉(タラ)。
名字是來自於薑科的多年草，或是同樣擁有薑黃色的鬱金櫻。
銀子（白王）（Ginko）
鬱金王的女兒，討厭戰爭，在京都比叡山隱居，外號「白大姊」。朱理的姊姊，三十歲以外的女性。12歳時遠嫁予淡路島的少城主，過著幸福的婚姻生活。3年後、國王以莫須有的罪名殺害銀子的丈夫，期間雙腳受傷殘廢，只能以輪椅活動。淡路島事件後遭父親鬱金王性侵犯，懷孕誕下男孩(疑似為浅葱)，並獲封為「白王」。對柊既愛且恨。憎恨父親，透過浅葱在幕後搗亂、煽動各種政治糾紛，希望推翻鬱金王。
柊／柿人（Hiiragi/Kakihito）
白王的護衛。原名柿人，是白王兒時玩伴和侍從。號稱王家最強的暗殺者。教授武術予朱理、四道、浅葱，培訓了四君子及王家暗殺部隊。受鬱金王的命令殺害了白王的丈夫，為了保護白王，背部受到嚴重燒傷，失去男性身體機能。甘願追隨守護白王，成為她的影子。12月30日出生。
亞麻夫人
鬱金王的妻子，銀子與朱理的母親。為了穩坐皇后之位，對丈夫性侵女兒的卑劣行為視而不見。因預言而千方百計想令自己流產，最後還是誕下朱理，受鬱金王的冷落而被摒棄。為保存王家的顏面而自殺。

#### 四大老
桃井（Momoi）
国王最高位的重臣、四大老之首，外號「北之桃井」。進駐蘇芳後施行嚴厲管治政策。阻撓兒子穗積與廉子的交往。最後被坂木殺死。
萩原（Hagiwara）
国王最高位的重臣、四大老其中一人，外號「南之萩原」。四大老年紀最輕的一位，殺害了自己父親繼承大老的位置。自幼性格貪婪，深信「下剋上」的信條。策劃「石榴計劃」企圖谋朝篡位。
櫻田（Sakurada）
国王最高位的重臣、四大老其中一人，外號「東之櫻田」。不修邊幅，喜歡喝酒，愛到民衆酒場賭博、與平民交往。出身低下階層，母親是藝妓，因親生父親無子嗣而繼承大老之位。站在民眾的一方，看不過王家的腐敗。與揚羽、朱理合作，率領民眾推翻荻原的陰謀。
橘（Tachibana）
国王最高位的重臣、四大老其中一人，外號「西之橘」。人稱「最後的良心」，忠於王室。眼見王家衰落，希望朱理接任下一任國王之位。協助鬱金王逃亡，最後遭農民殺害。

#### 夜郎組
蜂也（Hachiya）
密（Hisoka）

## 電視動畫

### 製作人員
- 導演：高本宣弘
- 企畫：辻本吉昭（小學館）、高村眞章（KSS）
- 總製作人：尾川匠
- 製作人：淺賀孝郎、寺崎孝
- 系列構成：小山高生
- 腳本：小山高生、細井能道、久保田雅史
- 角色設計：清水惠藏、門之園惠美
- 配角設計：門之園惠美、
- 美術監督：小林七郎
- 色彩設計：高石峯子
- 攝影監督：白井久男（スタジオコスモス）
- 音響監督：高橋剛
- 音響製作人：飯塚康一（KSS）
- 音樂：安西史孝、大森俊之
- 動畫製作人：岩川廣司
- 製作協助：IMAGIN、YUMETA、J. C. F
- 動畫製作：KSS
- 製作：KSS

### 主題曲
- 片頭曲「endless loop」

（歌：ROUAGE，作詞：KAZUSHI，作曲：RIKA，編曲：ROUAGE + 西平彰）
- 片尾曲

（歌、作詞、作曲：中山加奈子，編曲：佐久間正英、中山加奈子）

### 各集標題
| 集數 | 中文標題    | 日文標題 | 劇本       | 分鏡              | 演出         | 作畫監督                   |
| ---- | ----------- | -------- | ---------- | ----------------- | ------------ | -------------------------- |
| 1    | 命運的少年  |          | 小山高生   | 高本宣弘          | 高本宣弘     | 鈴木大司                   |
| 2    | 宿敵赤王    |          | 小山高生   | 酒井明雄          | 中野頼道     | 岡千家子                   |
| 3    | 襲擊        |          | 小山高生   | 下司泰弘          | 下司泰弘     | 松岡秀明                   |
| 4    | 試煉之闇    |          | 小山高生   | 酒井明雄          | 中野頼道     | 岡千家子                   |
| 5    | 朱雀的羅生  |          | 小山高生   | 岩崎良明          | 岩崎良明     |                            |
| 6    | 紅蓮之炎    |          | 小山高生   | 高本宣弘 下司泰弘 | 下司泰弘     | 松岡秀明 鈴木大司 田野光男 |
| 7    | 死亡之舞    |          | 小山高生   | 酒井明雄          | 酒井明雄     | 岡千家子                   |
| 8    | 新的羈絆    |          | 小山高生   | 玉野陽美          | 玉野陽美     |                            |
| 9    | 國家樂土    |          | 細井能道   | 鹿島典夫          | 沙沙野紀世利 | 鈴木大司                   |
| 10   | 櫻島噴火    |          | 久保田雅史 | 菊池一仁          | 小野勝巳     | 中田雅夫                   |
| 11   | 四道之死    |          | 細井能道   | 玉野陽美          | 玉野陽美     |                            |
| 12   | 群青的淺蔥  |          | 久保田雅史 | 佐藤雄三          | 高瀬節夫     | 岡千家子                   |
| 13   | 重逢，然後… |          | 細井能道   | 沙沙野紀世利      | 沙沙野紀世利 | 松下純子 前澤弘美          |

## Media漫画一览
Original Image Video
小学館·波丽佳音
BASARA 第38回小学館漫画賞受賞記念 1993年8月20日
CD Album
『BASARA』主题歌集、小学館·波丽佳音
別冊少女Comic CD Book BASARA 1993年8月20日
1. ジパング伝説～序章～
2. 決心
3. 自然
4. 火炎（ほのお）のように ―朱理的主题曲―
5. 時代のシグナル
6. 揚羽
7. 海へ ―茶茶的主题曲―
8. 海賊
9. SHI・N・BA・SHI
10. ガラスのかけら
11. パイパティローマ～理想郷～
12. ジパング伝説

- 予約特典CD单曲

1. Drama BASARA ～Image Video「BASARA」
2. 決心 <カラオケ>
3. 火炎（ほのお）のように <カラオケ>
4. 海へ <カラオケ>

Drama CD
小学館
別冊少女Comic CD Book BASARA外伝TATARA 1994年9月10日
Radio DramaCD
KSS
BASARA 茜之章1 命运之子 1997年12月19日
BASARA 茜之章2 命运的流转 1998年2月27日
电视动画
KSS
LEGEND OF BASARA 全13話 1998年
VHS
KSS
BASARA 序章 誕生! ジパング伝説 1998年3月27日
LEGEND OF BASARA 第1巻（運命の少年） 1998年7月24日
LEGEND OF BASARA 第2巻（宿敵! 赤の王）・第3巻（襲撃） 1998年8月21日
LEGEND OF BASARA 第4巻（試練の闇）・第5巻（朱雀の羅生） 1998年9月25日
LEGEND OF BASARA 第6巻（紅蓮の炎）・第7巻（死の踊り） 1998年10月23日
LEGEND OF BASARA 第8巻（新たな絆）・第9巻（国のまほろば） 1998年11月27日
LEGEND OF BASARA 第10巻（桜島噴火）・第11巻（四道死す） 1998年12月18日
LEGEND OF BASARA 第12巻（群青の浅葱）・第13巻（再開、そして…） 1999年1月22日
原声带CD
Universal Music LLC 1998年6月24日
LEGEND OF BASARA
1. 予言
2. endless loop <tv-size version="version">
3. BASARA メインテーマ
4. 重い影
5. やわらかな時
6. プルメリアの咲く場所へ <arrange version="version">
7. 決意～タタラ
8. 侵略者
9. バタフライ一座
10. 戦場
11. 蒼い幻想
12. 激闘～戦士たち
13. 疾風～朱理～
14. 惹かれあう魂
15. endless loop <arrange version="version">
16. 哀しみは深く
17. 終結する力
18. 勝利へ
19. 想いは何処へ…
20. プルメリアの咲く場所へ <tv-size version="version">

小説化
吉田鴫、KSS COMIC NOVELS・KSS出版
BASARA 第1巻 1998年7月 ISBN 4-87709-219-6
BASARA 第2巻 1998年8月 ISBN 4-87709-223-4
BASARA 第3巻 1998年9月 ISBN 4-87709-224-2
BASARA 第4巻 1998年10月 ISBN 4-87709-225-0
BASARA 第5巻 1998年11月 ISBN 4-87709-226-9
BASARA 第6巻 1999年2月 ISBN 4-87709-227-7
DVDKSS
LEGEND OF BASARA DISK 1（第1話 - 第5話） 2002年7月26日
LEGEND OF BASARA DISK 2（第7話 - 第10話） 2002年8月23日
LEGEND OF BASARA DISK 3（第11話 - 第13話） 2002年9月27日
CD-ROM
デスクトップ・アクセサリ（桌面装飾软件）、小学館
BASARA CD-ROM BASAROM 1999年1月26日

## 各地播放
- 香港的無綫電視（TVB）曾購入動畫版《命運之子》的播映權，並於2000年10月21日至12月2日，逢周六於上午11:50-12:45在翡翠台首播。

## 註腳
1. ↑  （日語）小學館漫畫獎：歷屆得獎者 （页面存档备份，存于）
2. ↑  單行本第25集，外傳1〈MADARA（斑）·白之話－無花果－〉。

## 外部連結
- （日語）東京都會電視台動畫官網 （页面存档备份，存于）